# 赤井邦道
赤井 邦道（あかい ほうどう / あかい くにみち）は、2002年に朝日新聞の読者投稿欄「声」に掲載された当新聞自体を揶揄する投書を行った人物が用いた筆名。

## 概要
2002年12月23日、朝日新聞関東版の「声」欄（読者欄）において、東京都西東京市在住の大工という肩書きの赤井邦道（22）なる人物の投稿が掲載された。投書は「サッカー中継 韓国リーグも」と題され、2002 FIFAワールドカップにおいて韓国が4位となり、「欧州諸国より上の実力を示した」として、「日本人サッカー選手が海外で活躍しているのは欧州ばかりではない。韓国で同様に頑張っている選手（前園真聖）もいる。日本人はもっとアジアに目を向けるべきで、Kリーグ（韓国プロサッカーリーグ）の試合中継やニュースもみたい」との内容であった。
しかし、この投稿者は12月23日以前から2ちゃんねるのマスコミ板「朝日のような基地外投稿」スレッドにおいて、朝日新聞の捏造や偏向報道姿勢を批判する書き込みをしていたネタ職人が用いていたハンドルネーム（ペンネーム）である事が発覚した。名前の由来は「赤井邦道」→「あかいほうどう」→「赤い報道」のもじりとして朝日新聞の左派的姿勢への揶揄とされ、縦書きの投稿文のある箇所を横読みをすると「もなー」と読める箇所が存在しており、この投稿は朝日新聞を釣るためのネタ投稿とされた。
この投書を「朝日新聞が釣られた」などとして『週刊新潮』2003年1月2・9日新年特大号（2002年12月26日発売）など一部週刊誌が取り上げたため、同年12月28日、朝日新聞は東京版「声」欄編集者である伊藤卓郎による「件の投稿は単に採用されることだけを狙った愉快犯的な投稿であるとの指摘があった。投稿者本人とは通常通り事前のやりとりはしたものの、掲載後は連絡が取れなくなった」旨の釈明記事を掲載している。

## 関連書籍
- 朝南政昭『朝日新聞のトンデモ読者投稿』晋遊舎〈晋遊舎ムック〉、2007年4月、ISBN 978-4-88380-616-4、174-177頁。
- 南川政昭『朝日読者投稿欄に潜むサヨク・プロ市民」『「反日マスコミ」の真実』オークラ出版、2006年12月、ISBN 978-4-7755-0838-1、26-27頁。